# Шлотфельд
Шлотфельд (нім. Schlotfeld) — громада в Німеччині, розташована в землі Шлезвіг-Гольштейн. Входить до складу району Штайнбург. Складова частина об'єднання громад Ітцего-Ланд.
Площа — 4,8 км2. Населення становить 236 ос. (станом на 31 грудня 2020).

## Галерея

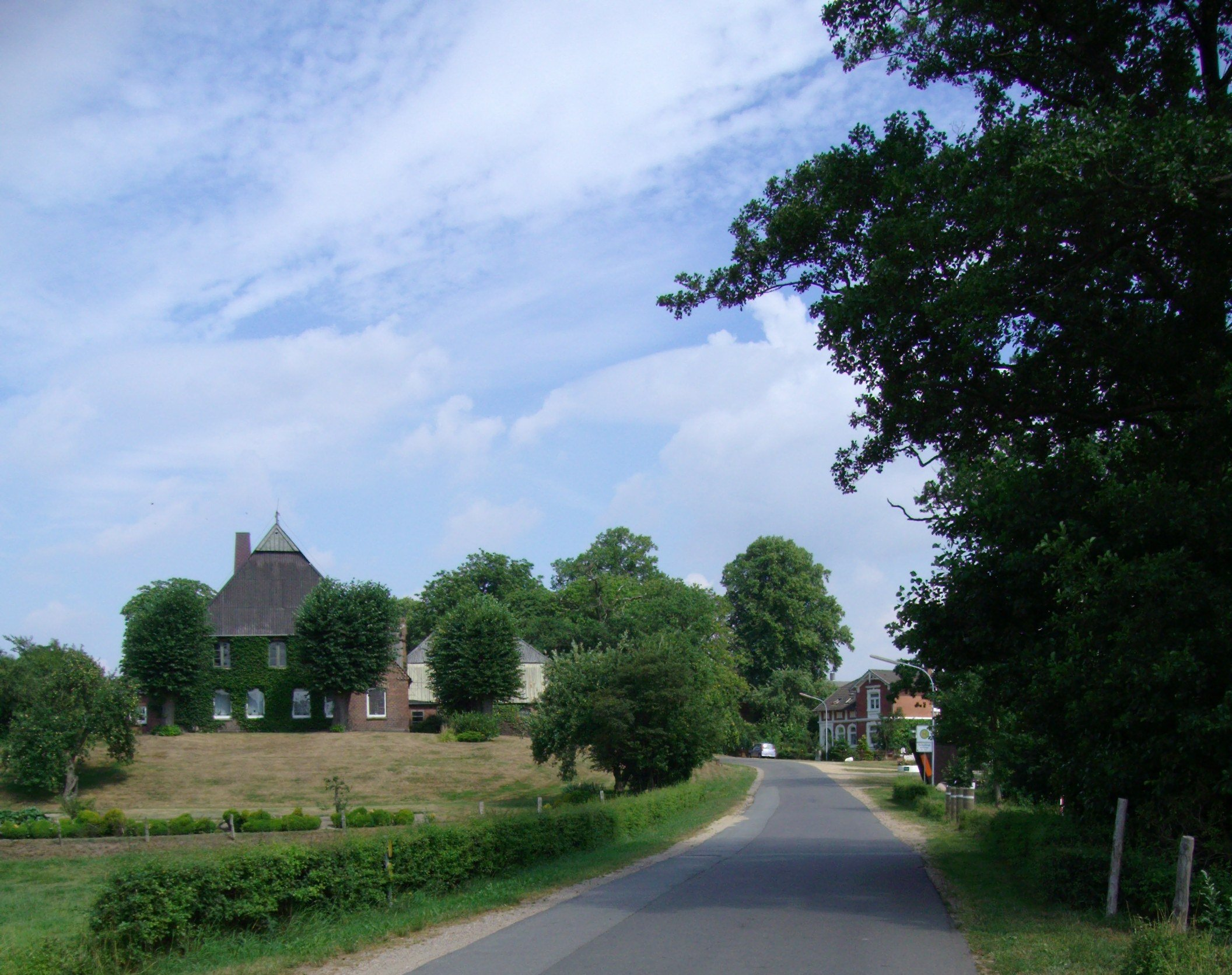